# Goszczowice
Goszczowice (deutsch Guschwitz, 1936–1945 Buchengrund O.S.) ist ein Ort in der Stadt-und-Land-Gemeinde Tułowice (Tillowitz) im Powiat Opolski der polnischen Woiwodschaft Opole.

## Geographie

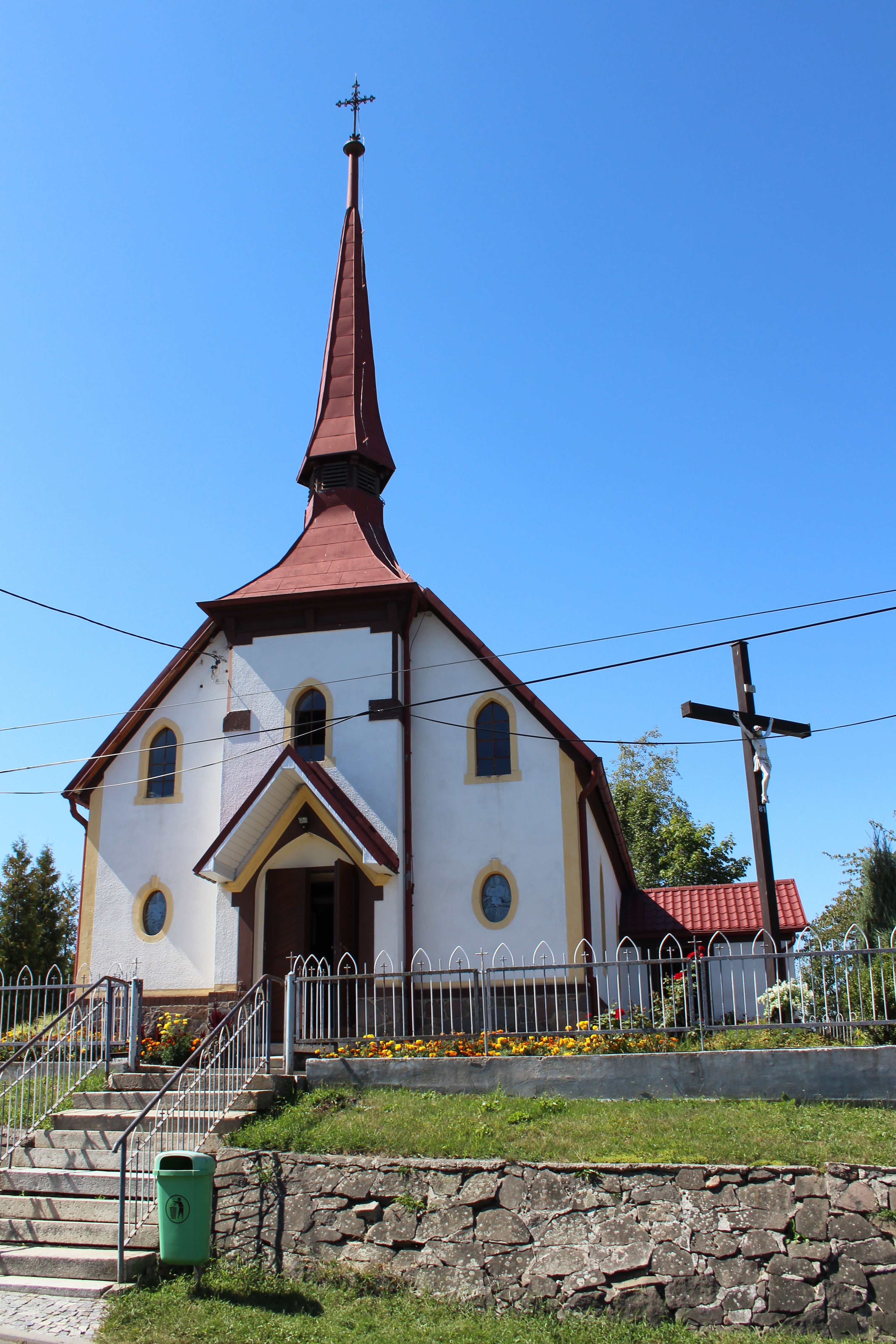
Maria-Rosenkranzkönigin-Kirche

### Geographische Lage
Die Ortschaft Goszczowice liegt vier Kilometer südwestlich vom Gemeindesitz Tułowice und etwa 28 Kilometer südwestlich der Woiwodschaftshauptstadt Oppeln. Goszczowice liegt in der Nizina Śląska (Schlesischen Tiefebene) innerhalb der Równina Niemodlińska (Falkenberger Ebene). Das Dorf liegt innerhalb weitläufiger Waldgebiete, die zum Forst Tułowice gehören. An der östlichen Seite des Dorfes verläuft die Bahnstrecke Opole–Nysa. 

### Nachbarorte
Nordöstlich des Dorfes liegt der Gemeindesitz, die Stadt Tułowice (dt. Tillowitz), sowie das Dorf Ligota Tułowicka (Ellguth-Tillowitz). Südöstlich liegt Sowin (Sabine) und südwestlich Łambinowice (Lamsdorf). 

## Geschichte
In dem Werk  Liber fundationis episcopatus Vratislaviensis aus den Jahren 1295–1305 wird der Ort erstmals urkundlich als Grosticz erwähnt.
Nach dem Ersten Schlesischen Krieg 1742 fiel Guschwitz mit dem größten Teil Schlesiens an Preußen.
Nach der Neuorganisation der Provinz Schlesien gehörte die Landgemeinde Guschwitz ab 1816 zum Landkreis Falkenberg O.S. im Regierungsbezirk Oppeln. 1845 bestand das Dorf aus 66 Häusern, einem Wirtshaus und einer katholischen Kirche. Im gleichen Jahr lebten in Guschwitz  391 Menschen, davon 24 evangelisch. 1855 lebten 478, 1861 wiederum 569 Menschen im Ort. 1865 zählte das Dorf 18 Bauer-, acht Gärtner- und zehn Häuslerstellen. Im gleichen Jahre wurde die einklassige katholische Schule von 144 Schülern besucht. 1874 wurde der Amtsbezirk Schloss Falkenberg gegründet, welcher aus den Landgemeinden Czeppanowitz, Guschwitz, Jatzdorf, Lippen, Petersdorf, Roßdorf, Springsdorf und Weschelle und den Gutsbezirken Czeppanowitz, Falkenberg, Schloß, Guschwitz, Jatzdorf, Lippen, Petersdorf, Roßdorf, Springsdorf und Weschelle bestand. 1885 zählte Guschwitz 604 Einwohner. Im gleichen Jahr wurde eine dreiklassige katholische Schule erbaut.
1933 lebten in Guschwitz 571 Einwohner. Am 28. Juli 1936 wurde der bisher Guschwitz genannte Ort in Buchengrund O.S. umbenannt. 1939 lebten wiederum 510 Menschen im Dorf. Bis 1945 befand sich der Ort im Landkreis Falkenberg O.S.
Nach teils heftigen Kämpfen wurde das Dorf am 18. März 1945 von der Roten Armee erobert. Danach kam der bisher deutsche Ort an Polen, wurde in Goszczowice umbenannt und der Woiwodschaft Schlesien angeschlossen. Am 20. Juni 1946 wurde die verbliebene deutsche Bevölkerung vertrieben. 1950 kam der Ort zur Woiwodschaft Opole. 1999 kam der Ort zum wiedergegründeten Powiat Opolski.

## Sehenswürdigkeiten
- Maria-Rosenkranzkönigin-Kirche – 1903 erbaut[9]
- Denkmal für die gefallenen Soldaten des Ersten Weltkriegs[10]